# Igreja Nossa Senhora do Rosário (Cachoeira)
A Igreja Nossa Senhora do Rosário é uma igreja católica localizada na cidade de Cachoeira, Bahia. Sua construção começou no final do século XVII e terminou na década de 1750, provavelmente 1754. Nomeada em homenagem a Nossa Senhora do Rosário A igreja de arquitetura barroca foi tombada pelo Instituto do Patrimônio Histórico e Artístico Nacional (IPHAN) em 1939.

## Origens da paróquia
A construção da Igreja Nossa Senhora do Rosário começou no final do século XVII e continuou no século seguinte. O financiamento para a construção da igreja veio da população local e da Coroa portuguesa. O rei João V de Portugal doou oito mil cruzados para a construção da capela-mor, sacristia e um escritório administrativo, chamado a casa de fábrica de seu administrador, Francisco Amorim da Silva. Os painéis de azulejos foram instalados em 1750.
Uma comissão, composta por um engenheiro, um pedreiro e um carpinteiro, inspecionou o prédio em 1754 e considerou a construção da igreja satisfatória, mas a um custo que excedeu a doação da Coroa. O pedido de reembolso de Francisco Amorim da Silva pelo Tesouro foi concedido no mesmo ano, o que implica que a construção da igreja foi concluída de acordo com as instruções do Governo Colonial português.
A igreja foi palco de lutas sangrentas por grupos com visões opostas sobre sua administração em 1842.

## Localização
A igreja forma um pequeno quarteirão entre a Rua Ana Nery e a Praça 13 de Maio, na parte baixa da cidade. Foi a segunda construção, para comportar a população de Cachoeira que crescia. A igreja primitiva, original  continuou existindo, teve seu nome alterado para Capela de Nossa Senhora da Ajuda, fica acima da igreja na Ladeira da Ajuda.
A igreja está localizada perto das margens do rio Paraguaçu e esteve sujeita a inundações algumas vezes. Sua fachada principal está voltada para a rua Ana Nery, a leste e oferece uma visão clara do interior da cidade. A torre da igreja oferece uma vista da cidade de Cachoeira e partes de São Félix, localizada na margem oposta do rio Paraguaçu. A igreja faz parte do centro histórico de Cachoeira.

## Estrutura

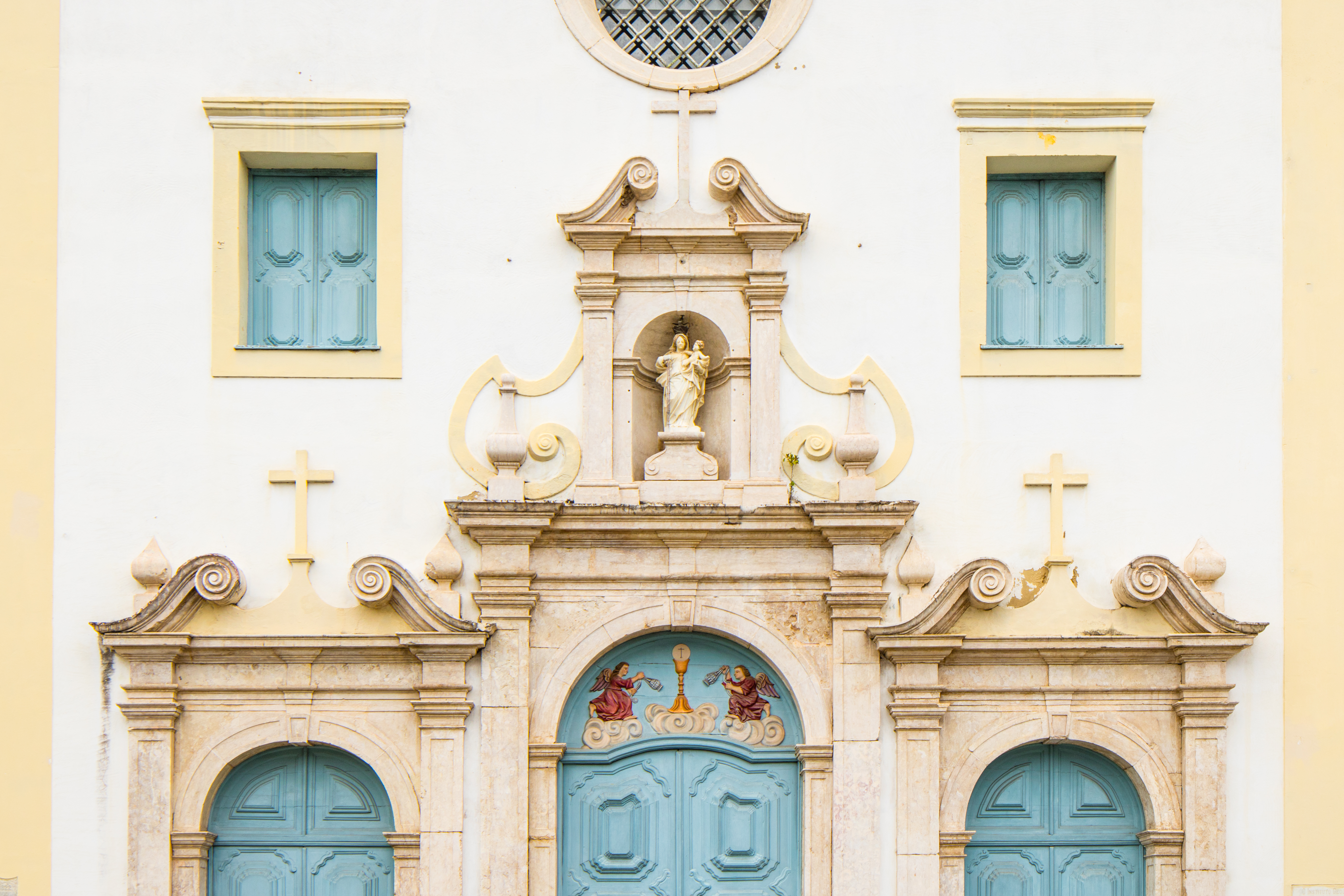
Frontispício da igreja

A igreja tem um plano retangular com uma nave única. Possui dois corredores laterais sobrepostos por tribunas e uma sacristia cruzada; características comuns às igrejas do período. Possui paredes de alvenaria mista de pedra e tijolo, que suporta o assoalho e cobertura. O desenho do frontispício foi inspirado em duas igrejas: a Igreja de São Bartolomeu, na vizinha Maragogipe, e a Igreja de Santo Antônio da Barra, em Salvador. O portal da igreja é de pedra lioz ricamente esculpida em três arcos.

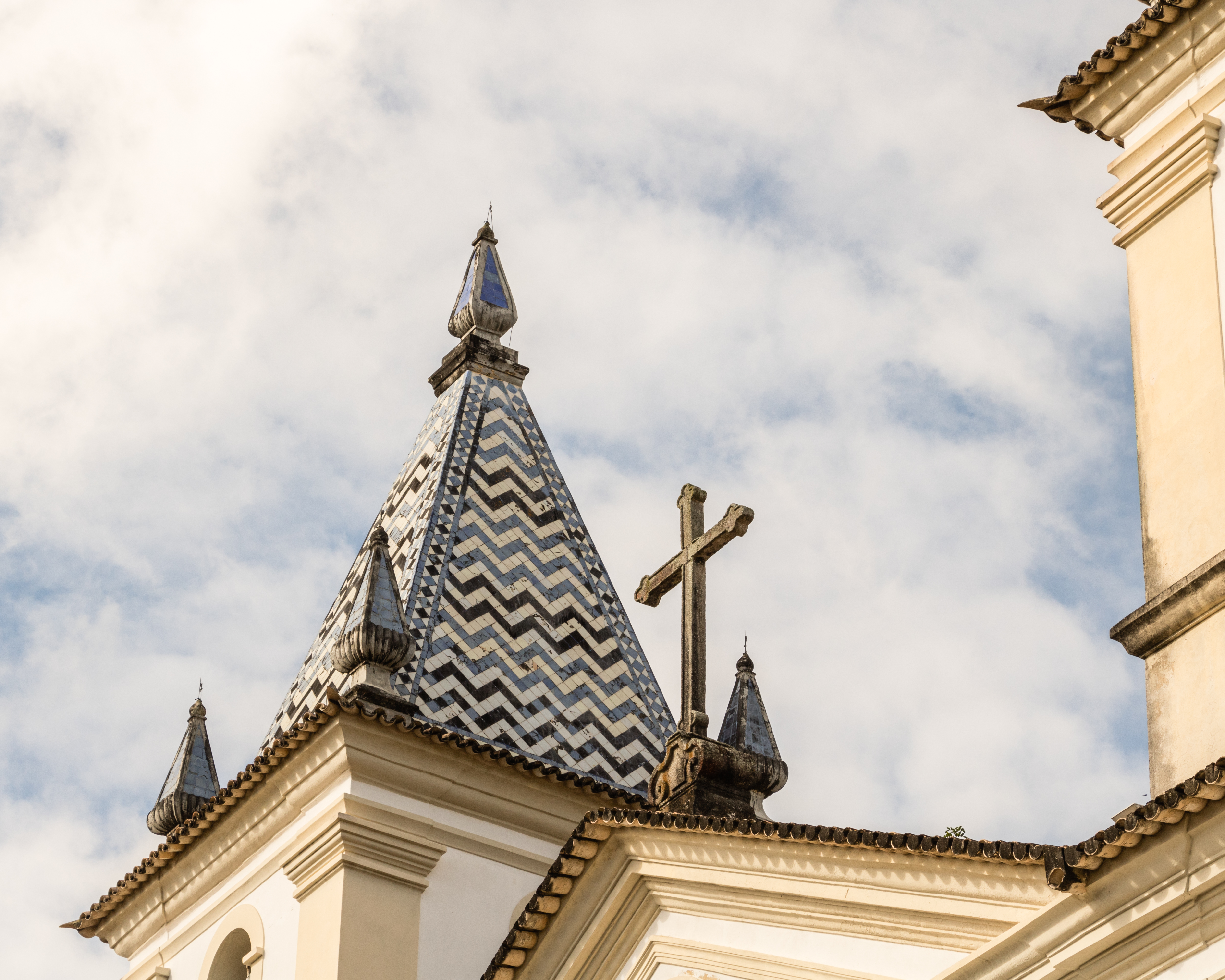
Topo piramidal da torre do sino da igreja

O frontispício é ladeado por duas torres com topos piramidais são envidraçados em azulejo, em um padrão diferenciado em zigue-zague, elemento comum ao Seminário de Belém, também em Cachoeira; às igrejas de Igreja da Boa Viagem e Santa Casa de Misericórdia, ambas em Salvador, e o Convento de Santo Antônio, no município de São Francisco do Conde. 
O interior da igreja é ricamente decorado com inúmeros azulejos de 4 metros de altura. Foram colocados na Igreja Nossa Senhora do Rosário entre 1750 e 1760. É o maior conjunto de azulejos portugueses fora de Portugal. Eles estão entre os mais importantes do Brasil e são típicos dos produzidos em Lisboa na década de 1750.

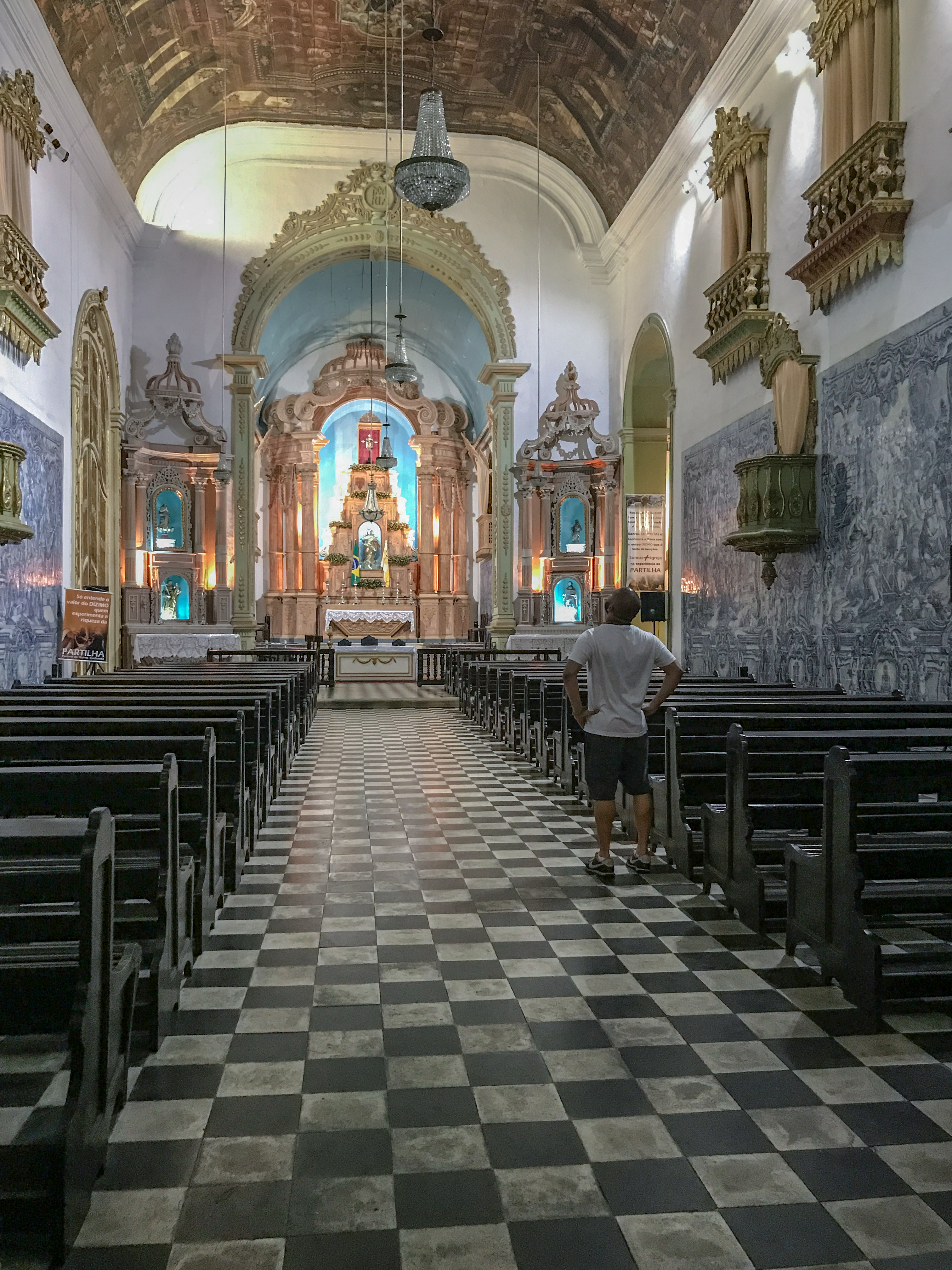
Nave e Azulejos Laterais

O teto da nave é de madeira e pintado no estilo ilusionista italiano trompe-l'oeil. Foram executados por José Joaquim da Rocha, o mesmo que elaborou a pintura da nave da Basílica de Nossa Senhora da Conceição da Praia. Medalhões também foram pintados nas áreas do coro e da sacristia. O trabalho de escultura do século XVIII pode ser visto na sacristia, nos púlpitos e nos tribunos. Outros trabalhos de escultura datam de uma reforma da igreja no século XIX, num estilo neoclássico.
Esculturas em lioz, uma pedra importada de Portugal, cobrem partes do interior - elemento comum às igrejas do século XVIII em Salvador, principalmente as igrejas de Pilar, Conceição da Praia e Lapa. As esculturas de lioz são encontradas na pia batismal, em duas bacias de conchas e nas escadas do presbitério e em um lavabo com esculturas de golfinhos.

## Acervo
Entre as peças de seu acervo estão numerosas imagens, um sacrário de prata, doze telas, e muitas outras peças.

## Tombamento
A Igreja Matriz de Nossa Senhora do Rosário foi tombada pelo Instituto Nacional do Patrimônio Histórico e Artístico em 1939. Foi listada no Livro de Obras Históricas.